# Taghreed Hikmat
Pour les articles homonymes, voir Hikmat.
Taghreed Hikmat, née le 25 décembre 1945 à Zarka en Jordanie, est une juge et femme politique jordanienne.
Elle est la première femme juge en Jordanie à ses débuts en 1998. Elle devient plus tard juge au Tribunal pénal international pour le Rwanda de 2003 à 2011.
Taghreed Hikmat est ensuite membre du Sénat de Jordanie. Depuis octobre 2020, elle est juge à la Cour constitutionnelle de Jordanie.
Elle met en relief les obstacles à l'exercice du droit des femmes en Jordanie, qu'elle estime dus au patriarcat, aux préjugés de genre, au manque d'indépendance économique.

## Biographie

### Jeunesse et formation
Taghreed Hikmat naît à Zarqa en 1945. Elle part en Syrie pour étudier le droit à l'université de Damas de 1969 à 1973.

### Avocate, juge internationale
En 1982, Taghreed Hikmat commence à travailler comme avocate en représentant des clients pour plaider devant les tribunaux. En 1996, elle devient assistante du procureur général de la Division des droits civils. En 1998, Hikmat est nommée juge à la Cour d'appel. Cela a fait d'elle la première femme juge en Jordanie. De 2002 à 2003, elle est juge à la Cour pénale supérieure.
En juin 2003, Taghreed Hikmat est l'une des 18 juges élus par l'Assemblée générale des Nations Unies pour siéger ad litem au Tribunal pénal international pour le Rwanda (TPIR). En septembre de l’année suivante, Kofi Annan, le Secrétaire général des Nations Unies, la nomme juge temporaire au tribunal. Taghreed Hikmat est juge au TPIR jusqu'en 2011 et elle en assure la présidence de 2009 à 2010.

### Sénatrice
De retour dans son pays, Taghreed Hikmat est membre du Sénat de Jordanie lors des 26e et 27e sessions du Sénat,. Le 6 octobre 2020, elle est nommée juge à la Cour constitutionnelle de Jordanie. Elle prête serment devant le roi Abdallah II de Jordanie le 19 octobre 2020.

### Droits des femmes
Taghreed Hikmat a critiqué les partis politiques jordaniens pour présenter des programmes politiques superficiels qui ne s'intéressent aux femmes pour leurs votes. Taghreed Hikmat relève plusieurs obstacles à la participation politique des femmes en Jordanie, notamment le système patriarcal, des préjugés et des stéréotypes sur les rôles de genre, et un manque d'indépendance économique par rapport aux hommes.